# Colus martensi
Colus martensi är en snäckart som först beskrevs av Krause 1885.  Colus martensi ingår i släktet Colus och familjen valthornssnäckor. Inga underarter finns listade i Catalogue of Life.